# Suuri-Kuittua
Suuri-Kuittua är en sjö i kommunen Heinävesi i landskapet Södra Savolax i Finland. Arean är 47 hektar och strandlinjen är 8,03 kilometer lång. Sjön  ingår i Vuoksens huvudavrinningsområde.   Den ligger omkring 100 kilometer nordöst om S:t Michel och omkring 310 kilometer nordöst om Helsingfors. 